# Alstroemeria aulica
Alstroemeria aulica este o specie de plante monocotiledonate din genul Alstroemeria, familia Alstroemeriaceae, descrisă de Pierfelice Ravenna. Conform Catalogue of Life specia Alstroemeria aulica nu are subspecii cunoscute.
Este endemică în Chile, în special în regiunea Valparaíso.